# Jean Hatzfeld

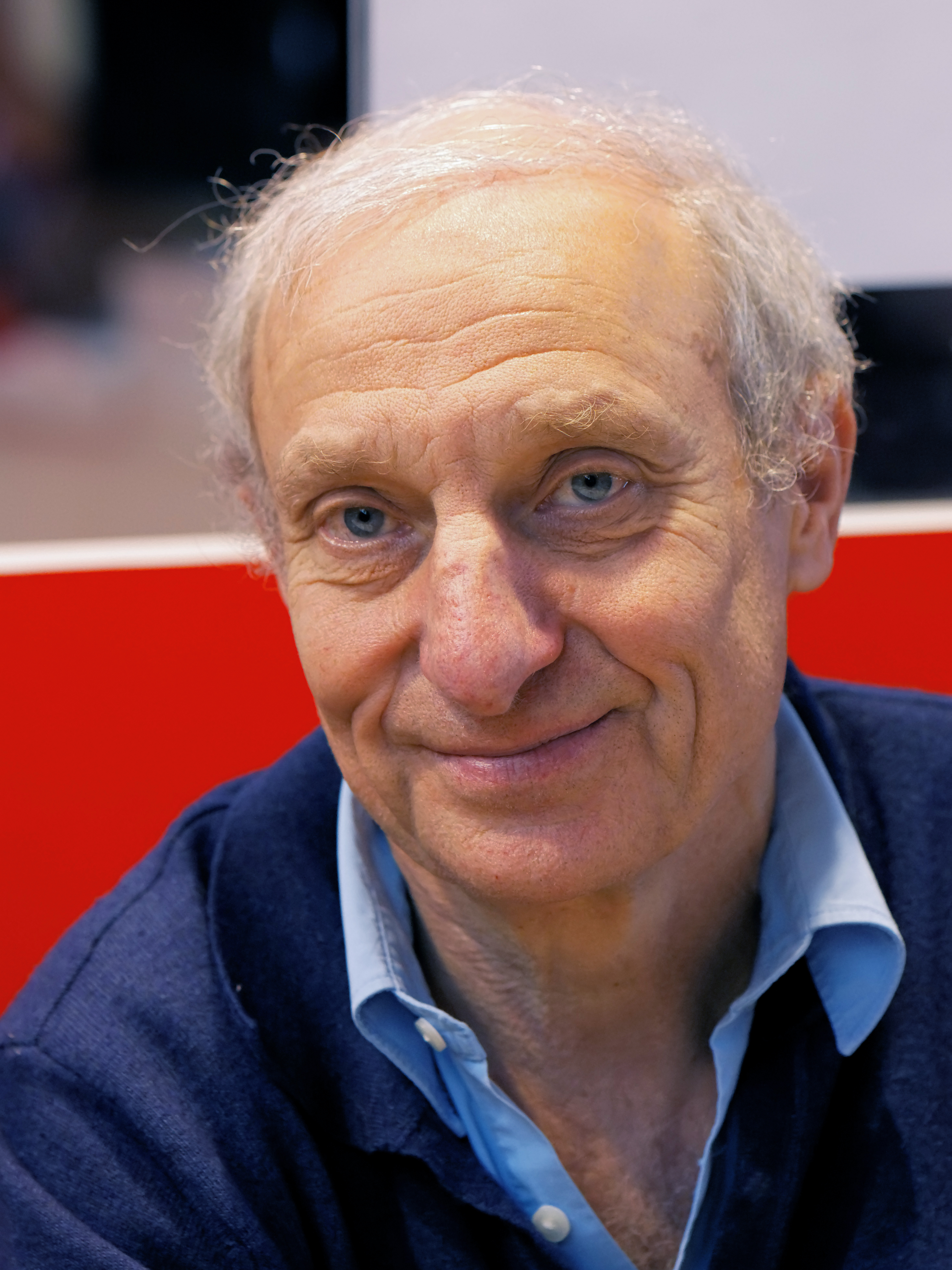
Jean Hatzfeld

Jean Hatzfeld (Madagaskar, 1949) is een Franse journalist en schrijver.
Hij werd in 1976 journalist bij de Franse krant Libération. Eerst als sportverslaggever, daarna als actualiteitenjournalist. Hij berichtte over de oorlogen in het Midden-Oosten, Afrika en de Balkan. Aan de hand van zijn herinneringen van vijfentwintig jaar oorlogscorrespondent schreef hij een essay, L'Air de la guerre (1994) en een aantal romans, waaronder La Guerre au bord du fleuve (1999) en La Ligne de flottaison (2005). 
In 1994 maakte hij in Rwanda een reportage over het bloedbad dat dit land uitvoerde en besloot te stoppen in de journalistiek, om zich te richten op zijn onderzoek naar de genocide. 

## La Stratégie des antilopes
La Stratégie des antilopes is het derde deel van een trilogie gewijd aan de genocide in Rwanda, waarin Hatzfeld verschillende getuigenissen optekende.
In het eerste deel (Dans le nu de la vie - 2000) ondervraagt Hatzveld de slachtoffers, om vervolgens de daders aan het woord te laten in het tweede deel (Une saison de machettes / Seizoen van de machetes - 2003).
In het derde deel van dit boekwerk, beschrijft La stratégie des Antilopes wat er gebeurde toen de Rwandese regering in 2003 de beslissing nam om tienduizenden Hutu’s te bevrijden in het kader van nationale verzoening.

## Prijzen
- 1994 : Prix Novembre, voor L'Air de la guerre
- 2000 : Prix France Culture, voor Dans le nu de la vie
- 2003 : Prix Femina Essai en Prix Joseph Kessel, voor Une saison de machettes
- 2007 : Prix Médicis, voor La Stratégie des antilopes

- Bibsys: 7073131
- Biblioteca Nacional de España: XX1301866
- Bibliothèque nationale de France: cb12379082r (data)
- Catàleg d'autoritats de noms i títols de Catalunya: 981058512874506706
- CiNii: DA17872909
- Gemeinsame Normdatei: 128916397
- Library of Congress Control Number: n94119259
- Bibliotheek van het Japanse parlement: 001138526
- Nationale Bibliotheek van Tsjechië: xx0159526
- Nationale Bibliotheek van Israël: 987007306148105171
- Nationale en Universitaire bibliotheek Zagreb: 000053481
- Nederlandse Thesaurus van Auteursnamen: 126682429
- Istituto Centrale per il Catalogo Unico: VEAV451619
- LIBRIS: 321331
- Système universitaire de documentation: 032838964
- Virtual International Authority File: 29614324
- WorldCat: E39PBJwMybdY64gchFPybhXWXd